# 瓦倫西亞 (新墨西哥州)
瓦倫西亞（英語：Valencia）是位於美國新墨西哥州聖菲縣的普查規定居民點。

## 人口
根據2020年美國人口普查的數據，瓦倫西亞的面積為4.01平方千米，皆為陸地。當地共有人口115人，而人口密度為每平方千米28.68人。